# Erica Duke
Erica Anne Duke (* in Longmont, Colorado) ist eine US-amerikanische Schauspielerin, Filmproduzentin und Filmregisseurin.

## Leben
Duke wurde in Longmont geboren, wo sie auch aufwuchs. Als Kind begann sie als Tänzerin Ballett, Stepptanz und Jazz zu praktizieren, entdeckte dann allerdings während ihrer Schulzeit das Theater für sich. Sie studierte an der University of Colorado Boulder Theater und Kommunikation. 2007 verließ sie die Einrichtung mit einem Bachelor of Arts in beiden Fächern. Mit ihrem Umzug nach Kalifornien beschloss sie, sich weniger auf das Theater- sondern sich mehr auf das Fernseh- und Filmschauspiel zu konzentrieren.
Erste Rollen erhielt sie in Low-Budget-Produktionen wie Das total versaute Cheerleader Camp in der größeren Rolle der Sophie, Titanic 2 – Die Rückkehr oder Mega Shark vs. Crocosaurus. 2011 war Duke im Tierhorrorfilm Supershark in einer weiteren Nebenrolle zu sehen. Danach wirkte sie in Fernsehserien wie Alien Persona, Sons of Anarchy und Superstore mit. 2014 lieh sie im Film Golden Winter 2 – Die Katzen sind los ihre Stimme. 2021 wendete sie sich mit den Filmen Aquarium of the Dead, in der sie die größere Rolle der Beth Mackenzie und The Devil’s Triangle – Das Geheimnis von Atlantis, in dem sie als Anthea zu sehen war, wieder der Low-Budget-Produktion zu. 2024 spielte sie in PlanetQuake die weibliche Hauptrolle.

## Filmografie (Auswahl)

### Schauspiel
- 2005: Back Slash
- 2010: Das total versaute Cheerleader Camp (#1 Cheerleader Camp)
- 2010: Titanic 2 – Die Rückkehr (Titanic II)
- 2010: Mega Shark vs. Crocosaurus
- 2010: Dozers
- 2011: 18 und immer (noch) Jungfrau (Berely Legal)
- 2011: Run to the Horizon (Kurzfilm)
- 2011: Supershark (Super Shark)
- 2011: FCU: Fact Checkers Unit (Fernsehserie, Episode 2x05)
- 2011: Mon Pere My Curse (Kurzfilm)
- 2012: Alien Persona (Chuzhoe litso/Чужoе лицo, Fernsehserie, Episode 1x08)
- 2012: Bikini Spring Break Massaker (Girls gone Dead)
- 2013: Vegas (Fernsehserie, Episode 1x19)
- 2013: Sugar (Kurzfilm)
- 2013: The Silicon Assassin Project (Fernsehserie, 2 Episoden)
- 2014: The Devil (Fernsehserie, Episode 1x05)
- 2014: Devil (Kurzfilm)
- 2014: Golden Winter 2 – Die Katzen sind los (Santa Claws, Sprechrolle)
- 2014: Sons of Anarchy (Fernsehserie, Episode 7x10)
- 2016: Goal to Perfection (Kurzfilm)
- 2017: Superstore (Fernsehserie, Episode 2x11)
- 2018: 818
- 2020: Mark of the Rougarou (Kurzfilm)
- 2021: Ordinary People
- 2021: Aquarium of the Dead
- 2021: The Devil’s Triangle – Das Geheimnis von Atlantis (Devil’s Triangle)
- 2022: Bitch Ass
- 2022: Aisle Be Home for Christmas (Fernsehfilm)
- 2023: The Mandalorian (Fernsehserie, Episode 3x01)
- 2023: 12 Games of Christmas
- 2024: PlanetQuake (Planetquake)

### Produktion
- 2020: Mark of the Rougarou (Kurzfilm; auch Regie)